# Arquipo de Colosas
Arquipo (siglo I) fue un cristiano de las primeras comunidades, mencionado en la Epístola a Filemón del apóstol Pablo.y en la Epístola a los Colosenses (Col. 4.17).
Arquipo es considerado discípulo de Pablo, al parecer muy querido por él, puesto que aparte de mencionarlo en la epístola a Filemón, lo hace en su carta a los colosenses: “digan a Arquipo que esté atento al ministerio que recibió para servir al Señor y que lo cumpla bien” (Colosenses 4:17). Según la tradición, Arquipo era hijo de Filemón y Apia, y se tiene por el primer obispo de la diócesis de Laodicea (Frigia), mientras que otros aseguran que lo fue de Gaza (Palestina). Los cristianos orientales aseguran que hizo parte de los primeros setenta discípulos del Señor. La exégesis moderna considera todas estas tradiciones producto de la literatura cristiana, por lo cual lo único que se puede considerar histórico es su relación con el apóstol Pablo y su veneración antigua.
Arquipo es considerado mártir, junto a Filemón y Apia, y es venerado como tal por las iglesias que aceptan el culto de los santos. En la Iglesia católica su memoria fue inscrita en el Martirologio romano, basándose en el Martirologio de Adón, para el día 20 de marzo. Los cristianos de las iglesias orientales de rito bizantino es el 22 de noviembre.